# Hank Johnson
Pour les articles homonymes, voir Johnson.
Hank Johnson, né le 2 octobre 1954 à Washington D.C., est un homme politique américain, représentant démocrate de Géorgie à la Chambre des représentants des États-Unis depuis 2007.

## Biographie
Après des études de droit, Hank Johnson devient avocat. En 1986, il tente de se faire élire à la Chambre des représentants de Géorgie mais échoue lors des primaires démocrates.
De 1989 à 2001, il est juge assesseur du comté de DeKalb. De 2001 à 2006, il siège au sein du conseil du même comté.
Lors des élections de 2006, il se présente à la Chambre des représentants des États-Unis dans le 4e district de Géorgie. Il affronte la représentante sortante, Cynthia McKinney, dans la primaire démocrate. Celle-ci est connue pour ses théories conspirationnistes à propos du 11 septembre et une bagarre avec un policier qui, ne la reconnaissant pas, lui avait interdit l'entrée du Capitole. Johnson remporte la primaire avec 59 % des voix. Il est alors le favori pour l'élection générale dans un district acquis aux démocrates. Il est élu représentant avec 75,3 % des voix.
Il est réélu sans opposition en 2008. Il est reconduit en 2010 et 2012 en remportant entre 73 et 75 % des voix. Il est à nouveau réélu avec 100 % des suffrages exprimés en 2014.

### Vie privée
Johnson est membre de la Sōka Gakkai International, un mouvement bouddhiste parfois considéré comme sectaire. Il est, avec Mazie Hirono, le premier bouddhiste élu au Congrès.